# Mercedes F1 W04
La Mercedes F1 W04 è la monoposto costruita dalla casa automobilistica Mercedes, per partecipare al Campionato mondiale di Formula 1 2013.

## Contesto

### Piloti
Il 4 ottobre 2012, alla vigilia del Gran Premio del Giappone, il 7 volte campione del mondo di Formula 1 Michael Schumacher annuncia il suo secondo ritiro dalle corse dopo 19 stagioni nella massima categoria di cui le ultime 3 disputate con il team tedesco, dal suo ritorno nel 2010 fino al termine della passata stagione (non precludendo però la possibilità di una sua possibile permanenza nel paddock accasandosi alla Sauber). A sostituire l'ormai ex pilota viene chiamato Lewis Hamilton: il britannico, che lascia dunque la McLaren dopo sei stagioni e il titolo conquistato nel 2008, firma un contratto triennale con il team di Brackley e affianca il confermato Nico Rosberg, alla sua quarta stagione con le frecce d'argento.

## Livrea e Sponsor
La livrea rimane invariata anche nella F1 W04: l'argento è ancora il colore predominante, mentre il verde del title sponsor Petronas resta ancora sulle pance laterali, sull'ala anteriore, sull'alettone posteriore e sulla scocca. Oltre a Petronas e Mercedes-Benz, la carrozzeria è largamente spoglia di sponsor, eccezion fatta per il nuovo sponsor BlackBerry che si posiziona ai lati della scocca.

## Piloti
| Piloti ufficiali       | Piloti ufficiali | Piloti ufficiali |
| Nazione                | Nome             | Numero           |
| ---------------------- | ---------------- | ---------------- |
| Germania (bandiera)    | Nico Rosberg     | 9                |
| Regno Unito (bandiera) | Lewis Hamilton   | 10               |
| Collaudatori           |                  |                  |
| Nazione                | Nome             | Nome             |
| Regno Unito (bandiera) | Anthony Davidson | Anthony Davidson |
| Australia (bandiera)   | Brendon Hartley  | Brendon Hartley  |

## Stagione

### Test
Le prime due giornate di test di Jerez iniziano in salita, con Rosberg che nella prima sessione della mattina deve dare quasi subito forfait per problemi tecnici. Esordio da dimenticare anche per Hamilton il secondo giorno, che accusa problemi di pressione ai freni e va a sbattere contro le barriere, mentre il terzo giorno Rosberg sale alla ribalta, riuscendo a effettuare 148 giri con un miglior tempo di 1'18"766 che gli vale il secondo posto a fine giornata. Hamilton poi chiude al quarto giorno i test di Jerez concentrandosi sul long run e riuscendo a ottenere il sesto tempo assoluto.
Al contrario di come erano cominciate le prime giornate di test a Jerez, nella prima quattro-giorni di Barcellona Rosberg conquista al primo giorno il miglior tempo in 1'22"616 mettendosi dietro, seppur solo di sette millesimi, la Lotus di Kimi Räikkönen. Bene anche il secondo e il terzo giorno con i due alfieri Mercedes che chiudono entrambi al quarto posto mentre nell'ultima giornata l'inglese riporta la F1 W04 al vertice della classifica su pista umida.
Anche nella seconda quattro-giorni di Barcellona la Mercedes rimane competitiva e affidabile, tanto da non riscontrare nessuna anomalia e registrare nelle ultime due giornate il miglior tempo assoluto, accumulando più tornate della concorrenza: prima con Hamilton, che al terzo giorno segna un miglior crono di 1'20"558 portandosi 1" sotto al tempo della pole del Gran Premio di Spagna 2012, infine con Rosberg che migliora di 4 decimi il tempo del britannico nell'ultima giornata.

### Campionato
Le buoni prestazioni riscontrate nei test pre-stagionali vengono confermate anche nel corso del campionato, con Hamilton che va subito a punti in Australia dopo essersi qualificato terzo mentre Rosberg, partito sesto, non termina la gara. In Malesia la crescita costante della F1 W04 premia ancora Hamilton che chiude in terza posizione il Gran Premio, salendo per la prima volta sul podio in veste di pilota Mercedes mentre per il team tedesco è la prima volta 9 mesi dopo l'exploit di Schumacher a Valencia. La striscia di risultati positivi prosegue anche nella terza gara stagionale, a Shanghai, dove il britannico, ancora in stato di grazia dopo il podio malese, domina le qualifiche del sabato e fa sua la pole position, conquistando un altro terzo posto in gara.
Nei successivi due appuntamenti, però, Rosberg ed Hamilton monopolizzano la prima fila ma arrancano in gara, ottenendo solo 15 punti totali dai due GP di Spagna e Bahrain mentre a Monaco la Mercedes torna a vincere: dopo un'altra prima fila tutta argento, la terza in campionato, è infatti Rosberg a non commettere errori, tagliando il traguardo davanti a tutti per la seconda volta in carriera. 
Di lì in poi, la Mercedes diventa inarrestabile in qualifica (quattro pole di fila tra il Gran Premio di Gran Bretagna e il Gran Premio del Belgio), ma in gara perde terreno a causa dell'eccessivo consumo degli pneumatici di cui la vettura soffre, riuscendo nonostante ciò a vincere a Silverstone con Rosberg e a Budapest con Hamilton. Nel complesso, la F1 W04 si rivela una vettura affidabile e migliore rispetto alla sua antenata, che permette alla Mercedes di diventare la seconda forza del campionato dietro solo all'inarrivabile Red Bull, scavalcando, nell'arco di una stagione, team più quotati come Ferrari, McLaren e Lotus.

## Risultati F1
| Anno | Team            | Motore              | Gomme | Piloti   |     |   |     |   |    |   |   |   |   |     |   |   |   |   |     |   |   |   |   | Punti | Pos. |
| ---- | --------------- | ------------------- | ----- | -------- | --- | - | --- | - | -- | - | - | - | - | --- | - | - | - | - | --- | - | - | - | - | ----- | ---- |
| 2013 | Mercedes AMG F1 | Mercedes FO-108Z V8 | P     | Rosberg  | Rit | 4 | Rit | 9 | 6  | 1 | 5 | 1 | 9 | Rit | 4 | 6 | 4 | 7 | 8   | 2 | 3 | 9 | 5 | 360   | 2º   |
| 2013 | Mercedes AMG F1 | Mercedes FO-108Z V8 | P     | Hamilton | 5   | 3 | 3   | 5 | 12 | 4 | 3 | 4 | 5 | 1   | 3 | 9 | 5 | 5 | Rit | 6 | 7 | 4 | 9 | 360   | 2º   |